# 프리스타일 축구

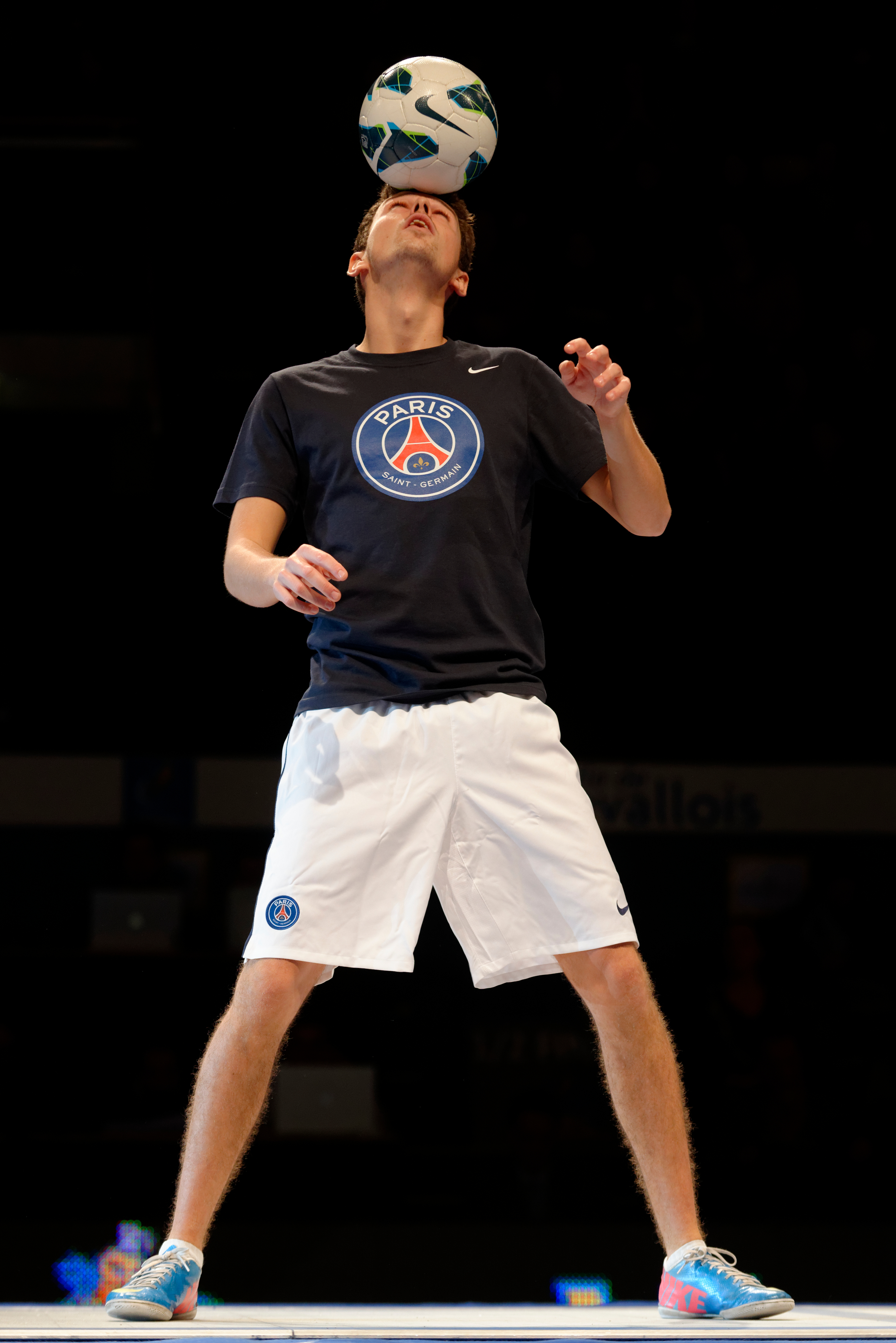

프리스타일 축구(freestyle football)는 축구공을 가지고 펼치는 예술의 일종이다.
손을 제외한 모든 신체 부위를 사용하여 다양한 트릭을 선보이는 스포츠이다. 프리스타일 풋볼은 공을 떨어트리지 않고 다양한 트릭을 선보여야하기 때문에 고난이도의 집중력, 다양한 트릭을 만들어내는 창의력이 요구되는 스포츠이다.
현재 전세계에서 떠오르고 있는 뉴스포츠로써, 한국에서는 한국프리스타일 풋볼 연맹을 통해 교육, 공연, 대회등 다양한 활동을 펼치고 있다.